# Henry Foster
Henry Foster (Woodplumpton, Preston, Lancashire, 1796 – Riu Chagres, Panamà, 5 de febrer de 1831) va ser un oficial naval britànic que va participar en expedicions a l'Àrtida i l'Antàrtida i va fer diverses observacions científiques notables.

## Biografia
El 1812 ingressà a la Royal Navy, servint en primer moment a bord del  HMS York. En acabar les guerres napoleòniques va aprofundir en els estudis d'astronomia i geodèsia. Entre 1817 i 1819 va viatjar a bord del  HMS Blossom en l'estudi de la desembocadura del riu Columbia i del riu de la Plata. Posteriorment, el 1823, formà part de la tripulació del  HMS Griper, com a ajudant de l'astrònom Edward Sabine, el qual estudiava el camp gravitatori de la Terra. El 1824 va ser escollit membre de Royal Society.
Aquell mateix any, com a tinent, es va unir a l'expedició liderada per William Edward Parry a la recerca del Pas del Nord-oest, a bord del HMS Hecla. Allà va fer diverses observacions científiques en el camp del geomagnetisme i l'astronomia, així com sobre la gravetat del pèndol, pels quals, el 1827, va rebre la Medalla Copley, alhora que era ascendit a comandant. El 1827 participà en l'expedició britànica al Pol Nord dirigida per Parry, en la qual cartografià diverses zones de les illes Svalbard.
Entre desembre de 1827 i 1831 va ser comandant del HMS Chanticleer i dirigir la primera expedició estrictament científica a l'Antàrtida, estudiant àmplies zones de les Illes Shetland del Sud i, l'illa Decepció. Foster va morir ofegat el 1831 mentre realitzava diverses investigacions al riu Chagres, Panamà.
Port Foster, a l'illa Decepció, el mont Foster, a l'illa Smith duen el nom en record seu.